# Безкровний Кузьма Якимович
Кузьма Якимович Безкровний (13 жовтня 1877, станиця Охтирська, Темрюцький повіт, Кубанська область, Російська імперія — 6 грудня 1937, Прага, Чехословаччина) —  український громадський та політичний діяч, економіст, член Кубанської військової ради, Кубанської крайової ради, Законодавчої ради. Міністр МВС кубанського уряду Павла Курганського

## Життєпис

### Родовід
Був правнуком Олексія Безкровного, наказного отамана Чорноморського козацького війська у 1827-1830 рр., героя здобуття Анапи від османів у 1829-му році, українець.

### Діяльність

Делегація Кубанського крайового уряду на прийомі у гетьмана. 1-Павло Скоропадський, 2-В'ячеслав Ткачов, 3-Олександр Палтов, 4-Герасим Вдовенко (ймовірно), 6-Михайло Ханенко, 7-Кузьма Безкровний (ймовірно), 8-Гнат Зеленевський, 9-Іван Полтавець-Остряниця (ймовірно), 10-Євген Лібов, 11-Костянтин Прісовський

Голова кубанської делегації на відкритті пам'ятника Івану Котляревському в Полтаві (1903). Член кубанського відділення Революційної Української партії (РУП) (1900) і підпільної Української ради, один із засновників Українського кредитового товариства в Харкові. 
Голова Наглядової ради Центрально-Союзного банку, головний бухгалтер Чорноморсько-Кубанської залізниці.
Від 1917 року – член Кубанської військової ради (згодом Кубанська крайова рада), Законодавчої ради. Вивів Кубань з церковного підпорядкування Ставропольської єпархії, заснував Кубанську єпархію. Один з ініціаторів створення Кубанської Народної Республіки і проголошення її конституції, прийняття резолюції про об'єднання Кубані й України на федеративних засадах (січень – лютий 1918 року). Був членом кубанської делегації до гетьмана Павла Скоропадського (липень 1918 року), яка уклала таємний договір про об'єднання Кубані й Української Держави. Займав у кубанському уряді Павла Курганського посаду міністра внутрішніх справ (1919). 
Від 1920 року – на еміграції. В 1923 році – директор українськой школи для інтернованих українців в місті Юзефов (Чехія), пізніше – професор Української господарської академії в Подєбрадах (Чехія), видавець часопису «Кубанський край», автор численних статей, підручників і спогадів, які були видані Українським науковим інститутом у Варшаві.